# 柿沼幸一郎
柿沼 幸一郎（かきぬま こういちろう、1919年9月29日 - 2010年8月16日）は日本の行政官。元公正取引委員会委員、元公正取引委員会事務局長。新日鉄合併事件の独占禁止法的処理にあたった。神戸税関長や日本銀行理事等も歴任。1989年勲二等瑞宝章受章。

## 人物
栃木県出身。旧制足利中学校（のちの栃木県立足利高等学校）を経て、1941年12月旧制東京商科大学（のちの一橋大学）を繰り上げ卒業。大学では田中誠二ゼミナールに所属。卒業論文は「法律社会学の諸問題」。
1942年1月大蔵省入省、会社部勤務（六給俸）。同年大日本帝国海軍入隊。東京監督官事務所を経て海軍省兵備局で鉄の物動計画を担当。
1946年千葉税務署長。その後第3代麹町税務署長等を経て、1955年大蔵省金融制度調査官、1960年東京国税局総務部長。麹町税務署長時代の1948年、梅林組及び竹中工務店に対する融資問題で衆議院不当財産取引調査特別委員会に池田勇人、愛知揆一らとともに証人喚問された。
大蔵省大臣官房文書課長を経て、1963年神戸税関長。
1964年公正取引委員会事務局取引部長。1967年に閣議了解を受け公正取引委員会事務局長に就任。1969年に山田精一公正取引委員長が退任したのを受け、進退伺いを出すが、留任。翌1970年には公正取引委員会委員に就任。公正取引委員会では、八幡製鐵と富士製鐵が合併し新日本製鐵となる際の独占禁止法に関する問題について扱った（新日鉄合併事件）。
1971年泉美之松の後任として日本銀行理事に就任。足利銀行監査役等も務めた。
1989年勲二等瑞宝章受章。
2010年8月16日肺炎のため千葉県鎌ケ谷市の病院で死去。90歳没。叙正四位。

## 主な著作

### 著書
- 『準備預金制度――新しい通貨』（塩野谷九十九・吉野俊彦・新庄博と共著）東洋経済新報社、1957
- 『銀行法夜話』（石井富士雄と共著）金融財政事情研究会、1960
- 『資本自由化と独占禁止法』（稲葉秀三・坂根哲夫編）至誠堂、1967

### 論文
- 「手形用紙統一独禁法上の問題点」金融法務事情407号、1965